# Latrodectus elegans
Espèce
Latrodectus elegans est une espèce d'araignées aranéomorphes de la famille des Theridiidae.

## Distribution
Cette espèce se rencontre en Birmanie, en Inde au Manipur, au Népal, en Chine et au Japon,.

## Description

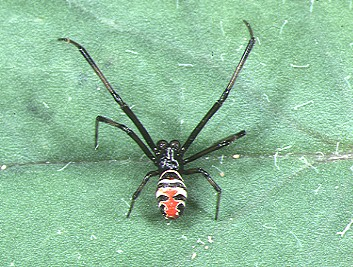
Latrodectus elegans ♂

La femelle décrite par Kananbala, Manoj, Bhubaneshwari, Binarani et Siliwal en 2012 mesure 9,53 mm.

## Publication originale
- Thorell, 1898 : « Viaggio di Leonardo Fea in Birmania e regioni vicine. LXXX. Secondo saggio sui Ragni birmani. II. Retitelariae et Orbitelariae. » Annali del Museo Civico di Storia Naturale di Genova, sér. 2, no 19 (39), p. 271-378 (texte intégral).